# Kittiphol Laengthaisong
Kittiphol Laengthaisong (thailändisch กิตติพล เล็งไธสง, * 26. März 1992) ist ein thailändischer Fußballspieler.

## Karriere
Kittiphol Laengthaisong spielte bis Ende 2017 in der B–Mannschaft des damaligen Erstligisten Navy FC in Sattahip. 2018 wechselte er in die erste Mannschaft. Ende 2018 stieg der Verein in die Zweite Liga ab. 2019 erreichte der Verein einen 16. Tabellenplatz. Absteigen musste die Navy nicht, da Army United und der Thai Honda FC sich aus der Liga zurückzogen und Ubon United die Lizenz verweigert wurde. Im Sommer 2021 wechselte er zum Drittligisten Air and Coastal Defence Command FC. Mit dem Verein, der ebenfalls in Sattahip beheimatet ist, spielt er in der Eastern Region der Liga.